# خالدية الجوبة (وادي الدواسر)
خالدية الجوبة، هي قرية من فئة (ب) تقع في محافظة وادي الدواسر، والتابعة لمنطقة الرياض في السعودية. وتبعد خالدية الجوبة عن محافظة وادي الدواسر بمسافة تقارب () كم.